# Псельский город
Псельский город (Апсельский город, Новый город на Псле, Псельск) — крепость Русского государства в устье реки Псёл (близ нынешнего Кременчуга), существовавшая с 1558 по 1562 год в период активного освоения Москвой южных лесостепных пространств для противодействия крымско-ногайским набегам.
Низовье Псёла начало использоваться русскими войсками в качестве судостроительной верфи и пристани ещё с 1556 года, когда Матвей Ржевский организовал отсюда успешный поход на Крымское ханство. В 1558 году на мысу у впадения Псёла в Днепр была возведена крепость. Её строительством предположительно руководили князь Афанасий Рюмин-Звенигородский и воевода Михаил Сунбулов.

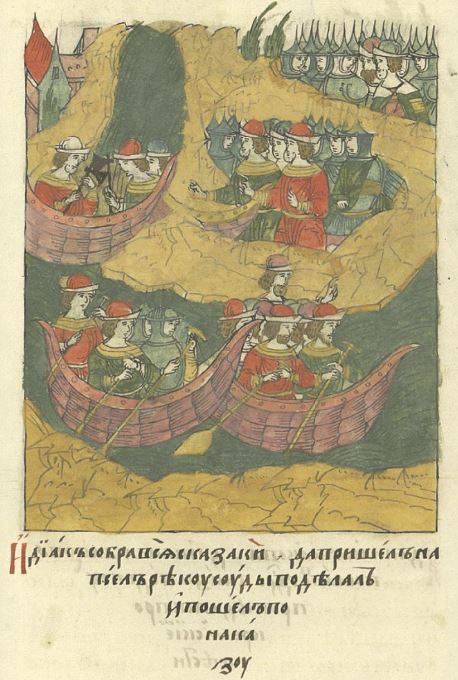
Строительство судов на реке Псёл. Миниатюра Лицевого летописного свода

Значение Псельского города было очень велико. Он располагался в 250 км к югу от ближайшей русской крепости Путивля и предназначался для наблюдения за основными татарскими шляхами, предупреждая воевод о выходе крымцев в поход и срывая тем самым их набеги. Также он мог в перспективе сыграть решающую роль в деле закрепления за Россией обширных земель в юго-западной части Дикого поля (территория современных Полтавской, Харьковской, Сумской и Белгородской областей).
В 1559 году Псельский город служил местом сбора для крымского похода Даниила Адашева. Он был послан сюда с воеводами Игнатием Заболоцким, Тимофеем Игнатьевым и Матвеем Ржевским и совершил по Днепру успешный поход в Крым, в ходе которого освободил многих невольников и посеял панику во владениях хана. В 1560 году в Псельском городе воеводствовали Пётр Серебряный и Михаил Головин.
В 1562 году в связи с началом русско-литовской войны царь Иван Грозный, желая заключить мирный договор с Крымским ханством, приказал русским войскам покинуть и сжечь Псельский город. В наказе послу Афанасию Нагому предписывалось сообщить хану Девлет-Гирею о разорении города, ссылаясь на отсутствие плодородных земель в округе. Уничтожение города оказалось грубой внешнеполитической ошибкой, поскольку мирные предложения были отвергнуты и уже вскоре отряды крымских татар вторглись в русские пределы. Кроме того, уничтожение Псельского города впоследствии открыло Речи Посполитой путь для колонизации и закрепления на территории Заднепровья.
Территория в настоящее время находится в составе Горишнеплавенской городской общины.